# 马修·雷斯托尔
马修·雷斯托尔（1964年3月17日—）是一位美国玛雅学家和民族史家，宾夕法尼亚州立大学拉丁美洲史和人类学教授，主要作品有入选牛津通识读本的《西班牙殖民者》（The Conquistadors，与费利佩·费尔南德斯-阿尔梅斯特合著）和《玛雅文明》（The Maya，与阿马拉·索拉里合著）、《西班牙征服的七个神话》（Seven Myths of the Spanish Conquest）、《殖民时代的拉丁美洲》（Latin America in Colonial Times，与克里斯·莱恩合著）等。